# Devil's Playground (Billy Idol)
Devil's Playground è il sesto album del cantante britannico Billy Idol, uscito nel 2005.

## Tracce
1. Super Overdrive – 4:18 - (Billy Idol; Brian Tichy)
2. World Comin' Down – 3:33 - (Billy Idol; Brian Tichy)
3. Rat Race – 4:17 - (Billy Idol; Steve Stevens)
4. Sherri – 3:17 - (Billy Idol)
5. Plastic Jesus – 4:53 - (Ed Rush; George Cromarty)
6. Scream – 4:42 - (Billy Idol; Brian Tichy)
7. Yellin' at the Xmas Tree – 4:14 - (Billy Idol; Brian Tichy)
8. Romeo's Waiting – 3:42 - (Billy Idol; Steve Stevens)
9. Body Snatcher – 3:57 - (Billy Idol; Brian Tichy)
10. Evil Eye – 4:32 - (Billy Idol; Brian Tichy)
11. Lady Do or Die – 4:37 - (Billy Idol; Brian Tichy)
12. Cherie – 3:47 - (Billy Idol; Brian Tichy)
13. Summer Running – 4:30 - (Billy Idol; Steve Stevens)

## Componenti
- Billy Idol — voce
- Steve Stevens — chitarra
- Stephen McGrath — basso
- Derek Sherinian — tastiera
- Brian Tichy — percussioni, batteria
- Julian Beeston — programmazione batteria